# Fischli Róbert
Fischli Róbert (Budapest, 1957. augusztus 25. –) labdarúgó, középpályás.

## Pályafutása
1981 és 1985 között a Csepel labdarúgója volt. Az élvonalban 1981. december 2-án mutatkozott be a Debreceni MVSC ellen, ahol csapata 5–0-s győzelmet aratott. Az 1985–86-os idényben a Rába ETO játékosa volt, ahol tagja volt a bronzérmes csapatnak. Az élvonalban összesen 66 alkalommal szerepelt és két gólt szerzett.

## Sikerei, díjai
- Magyar bajnokság
  - 3.: 1985–86